# Dendrobium ianthinum
Dendrobium ianthinum är en orkidéart som beskrevs av André Schuiteman och Puspit.. Dendrobium ianthinum ingår i släktet Dendrobium, och familjen orkidéer. Inga underarter finns listade i Catalogue of Life.